# Побединский сельсовет (Оренбургская область)
Побединский сельсовет — сельское поселение в Грачёвском районе Оренбургской области Российской Федерации.
Административный центр — посёлок Победа.

## История
9 марта 2005 года в соответствии с законом Оренбургской области № 1897/325-III-ОЗ образовано сельское поселение Побединский сельсовет, установлены границы муниципального образования.

## Население
| 2010 | 2012 | 2013 | 2014 | 2015 | 2016 | 2017 |
| ---- | ---- | ---- | ---- | ---- | ---- | ---- |
| 485  | ↘474 | ↘453 | ↘428 | ↗431 | ↘428 | ↘417 |
| 2018 | 2019 | 2020 | 2021 |      |      |      |
| ↘407 | ↘403 | ↘384 | ↗388 |      |      |      |

## Состав сельского поселения
| № | Населённый пункт | Тип населённого пункта          | Население |
| - | ---------------- | ------------------------------- | --------- |
| 1 | Клинцы           | посёлок                         | 84        |
| 2 | Победа           | посёлок, административный центр | 308       |
| 3 | Якутино          | село                            | 93        |

### Упразднённые населённые пункты
Божедаровка — упразднённый в 1997 году посёлок.